# Benelli (motocicletas)
Benelli Q. J. es una empresa italiana, con sede  central en la ciudad de Pésaro, en la región de Marcas, que fabrica motocicletas y scooters.
Desde 2005, Benelli es propiedad de Qianjiang Motorcycle, una empresa china controlada por Geely Holding Group. Benelli, fundada originalmente en 1911 en Pesaro, es la segunda empresa italiana de motocicletas más antigua que aún sigue en activo, después de Gilera (fundada en 1909).
Las actividades de diseño, desarrollo y marketing se llevan a cabo en la sede de Benelli QJ en Pesaro, Italia, en sinergia con la empresa matriz de Wenling China, donde se producen las motocicletas.

## Historia

### Desde la fundación hasta la Segunda Guerra Mundial 1911-1945

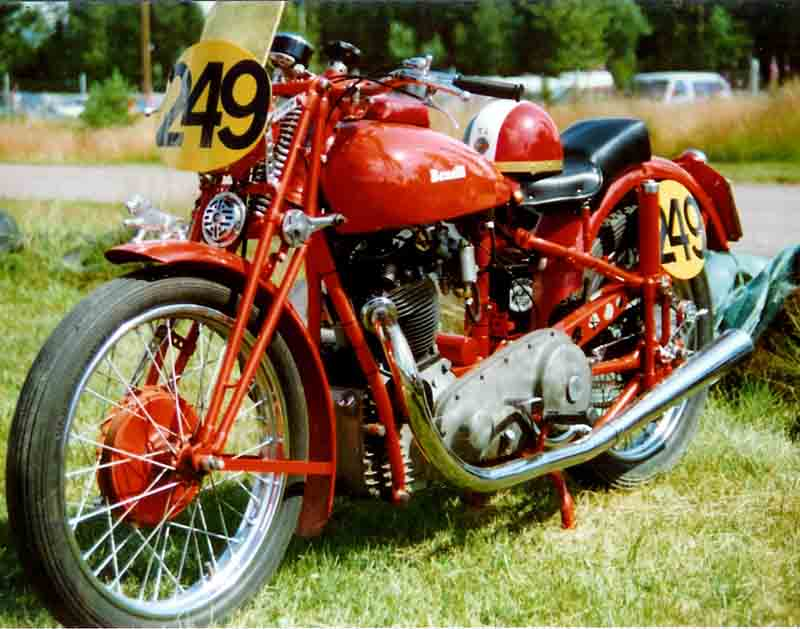
Benelli Monalbero Sport 500 cc 1935

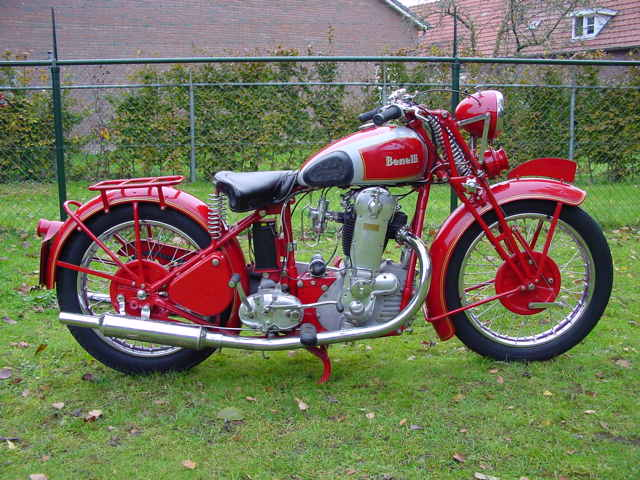
Benelli Turismo 250 cc 1939

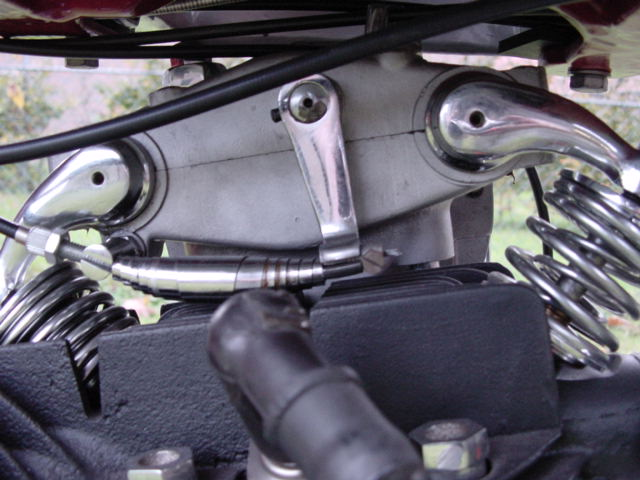
Motor Benelli Turismo

Benelli se estableció en Pesaro, Italia en 1911, lo que la convierte en la fábrica de motocicletas italiana más antigua en funcionamiento, pues (Moto Guzzi, se estableció en 1921. Tras enviudar Teresa Boni Benelli invirtió todo el capital familiar en el negocio con la esperanza de que ofreciera un trabajo estable para sus seis hijos: Giuseppe, Giovanni, Francesco, Filippo, Domenico y Antonio «Tonino». También envió a Giuseppe y Giovanni a estudiar Ingeniería en Suiza. Inicialmente la empresa tenía 6 empleados además de los 5 hermanos que trabajaban (Tonino no trabajaba porque era demasiado joven).
Al principio, era solo Benelli Garage, que reparaba bicicletas y motocicletas, pero ya podía producir todas las piezas de repuesto necesarias para las reparaciones. Durante la Primera Guerra Mundial, Benelli trabajó arduamente arreglando piezas para las máquinas italianas en la guerra y en 1919 se presentó la primera motocicleta. En 1919, la empresa construyó su primer motor completo en sus instalaciones, un modelo mono cilíndrico de dos tiempos y 75 cc, adaptado inmediatamente al cuadro de una bicicleta. Un año después en 1921, Benelli construyó su primera motocicleta utilizando su propio motor, que para entonces se había convertido en un modelo de 98 cc, siempre de dos tiempos. Con éxito comercial, tanto que pronto vendrá el Velomotor tipo B de 125 cc. Sobre la base de esta última moto, llevada a 147 cc y convenientemente modificada para las competiciones, Antonio «Tonino» Benelli, comenzará a competir en 1923, obteniendo unos prestigiosos resultados al competir en la categoría de 175 cc.
Pero el motor más famoso, que dio a conocer a Benelli en el ámbito nacional e internacional, fue el 4 tiempos de 175 cc con distribución en «cascada» y árbol de levas en cabeza de 1927, una solución atrevida y sofisticada que pronto se convirtió en la «marca registrada» de la casa de Pesaro. Giuseppe Benelli se inspiró en un estudio teórico de un motor de Edward Turner publicado en 1925 en la revista francesa Moto Revue. Giuseppe, para vencer a la competencia, no perdió el tiempo y reinterpretó por completo ese proyecto introduciendo una solución ingeniosamente simple para eliminar los efectos negativos de la expansión térmica que afectaba a estas soluciones.

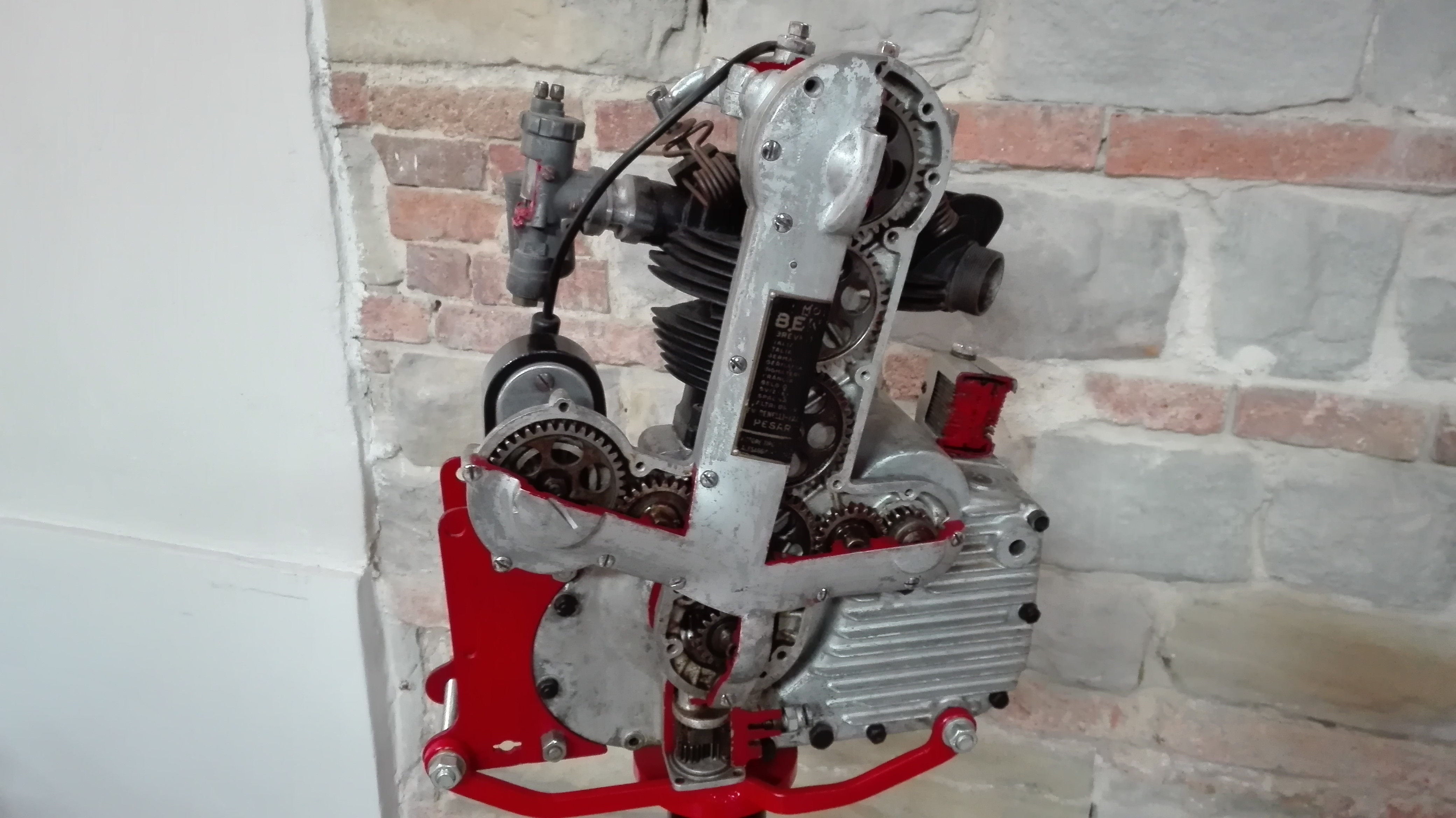
Sección transversal del motor "250". Los cinco engranajes de distribución, los cuatro engranajes de servicio, los resortes de «aguja» para el retorno de las válvulas y el pequeño enfriador de aceite son claramente visibles.

Los cinco engranajes cilíndricos con dientes rectos de la distribución (uno del cigüeñal, tres libres y uno del árbol de levas) se insertaron (en cascada) en una delgada carpeta de aluminio colocada en el lado derecho del motor, en la parte superior del cual se montó el «castelletto» de la distribución con el árbol de levas y empujadores anexos. El conjunto se fijó a la culata no de forma rígida, sino dejando en el acoplamiento un cierto grado de libertad. La solución consistió en insertar dos vástagos parcialmente roscados en dos orificios del «castelletto» y atornillados a dos de los cuatro prisioneros de la culata térmica. La parte roscada se unía firmemente a la culata, mientras que la parte no roscada del tornillo roscado creaba un acoplamiento libre, pero muy preciso, con los dos orificios del «castelletto». Los tornillos se apretaban de forma que no «aplastaran» el «castelletto», sino para que dejaran un margen de unas décimas de milímetro, suficiente para que los dos «bloques» (Tapa árbol de levas/ culata) fluyeran uno sobre el otro en la fase de expansión por efecto del calor, sin interferir y crear las deformaciones que hubieran hecho que el sistema no fuera fiable. Esta solución fue patentada en 1927 y dio inicio al éxito comercial y deportivo de Benelli, que duró hasta el estallido de la Segunda Guerra Mundial.

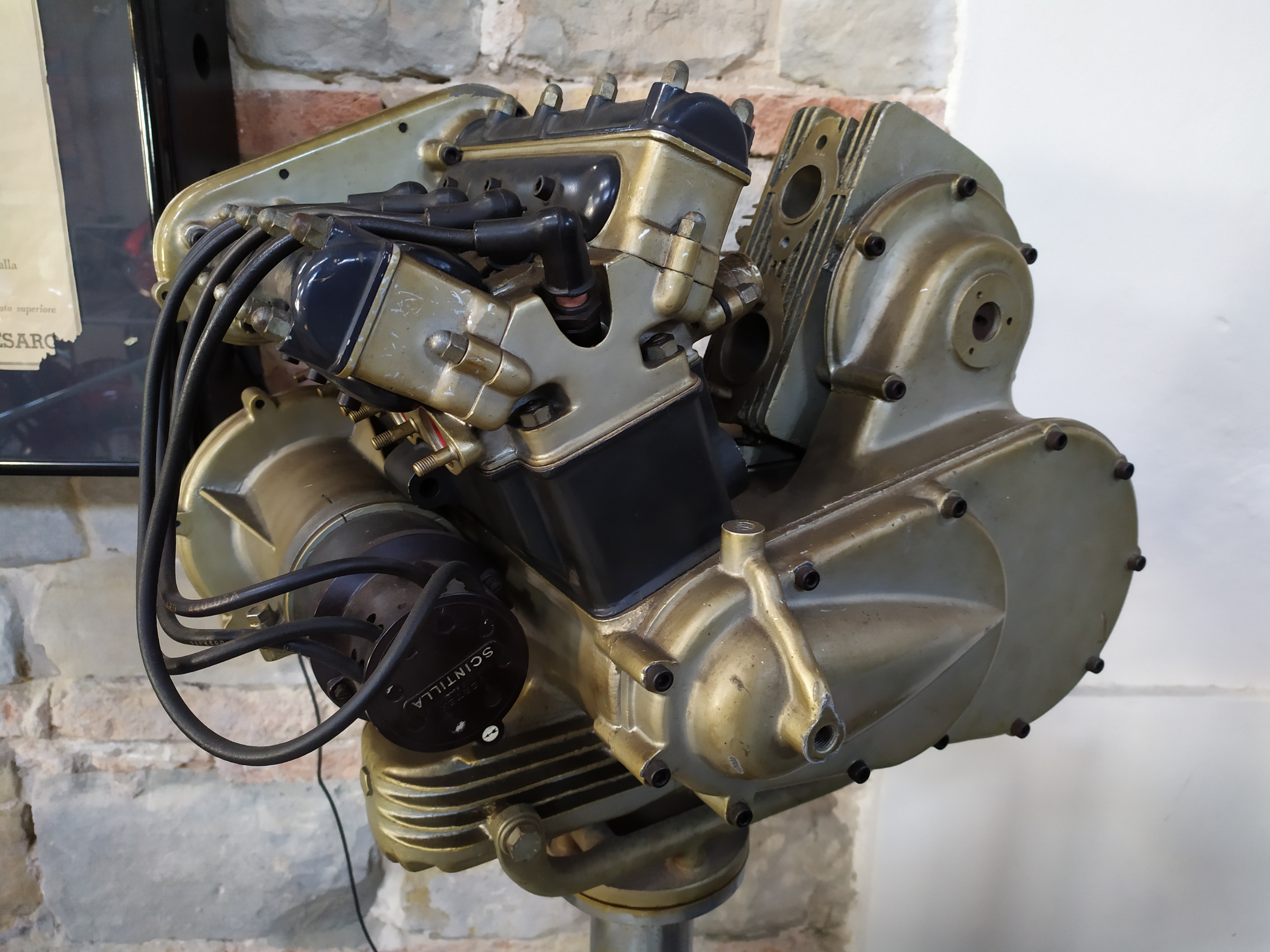
Motor de 250 cc. 4 cilindros con compresor volumétrico (1938) Este motor equipa el único modelo de motocicleta del mundo que ahora forma parte de la Colección ASI-Morbidelli

#### Palmarés deportivo en el período de entreguerras
Dos años después, utilizando una versión especialmente diseñada para las competiciones, Tonino «el terrible» se lanzó a la pista. Mostró un talento natural como piloto consiguiendo bastantes victorias que confirmaron la capacidad de la empresa para el desarrollo y la producción. Montando una Benelli 175, Tonino Benelli ganó cuatro títulos del campeonato italiano en cinco años: en 1927, 1928 y 1930 con la versión de árbol de levas en cabeza simple (SOHC) y en 1931 con la versión de árbol de levas en cabeza doble (DOHC). Lamentablemente, una fuerte caída en el GP del Tigullio en 1932 puso punto final a su corta y brillante carrera; el 27 de septiembre de 1937 Tonino murió a consecuencia de un accidente de tráfico.
En 1938, Benelli pensó en una motocicleta sobrealimentada para contrarrestar las Gilera y Moto Guzzi que ya adoptaban esta solución. Giuseppe Benelli acopla un compresor volumétrico coaxial al cigüeñal a un motor monocilíndrico estándar 250 de doble eje, pero al mismo tiempo preparaba un motor de cuatro cilindros en línea sobrealimentado de 250 cc diseñada para las carreras con doble árbol de levas en cabeza, refrigerada por líquido y con un compresor volumétrico, acreditado de una potencia máxima de 52 hp a 10,000 rev/min y una velocidad máxima de 230 km/h. Esta motocicleta estaba destinada a competir en la temporada de 1940 para intentar repetir el triunfo de Benelli en la carrera TT Lightweight 250 cc de la Isla de Man de 1939, pero el estallido de la Segunda Guerra Mundial frustrará todos los esfuerzos y esta solución (prohibida después de la guerra), nunca se utilizará en competiciones oficiales.

### Desde la posguerra hasta la salida de la familia Benelli de la Compañía (1946-1972)

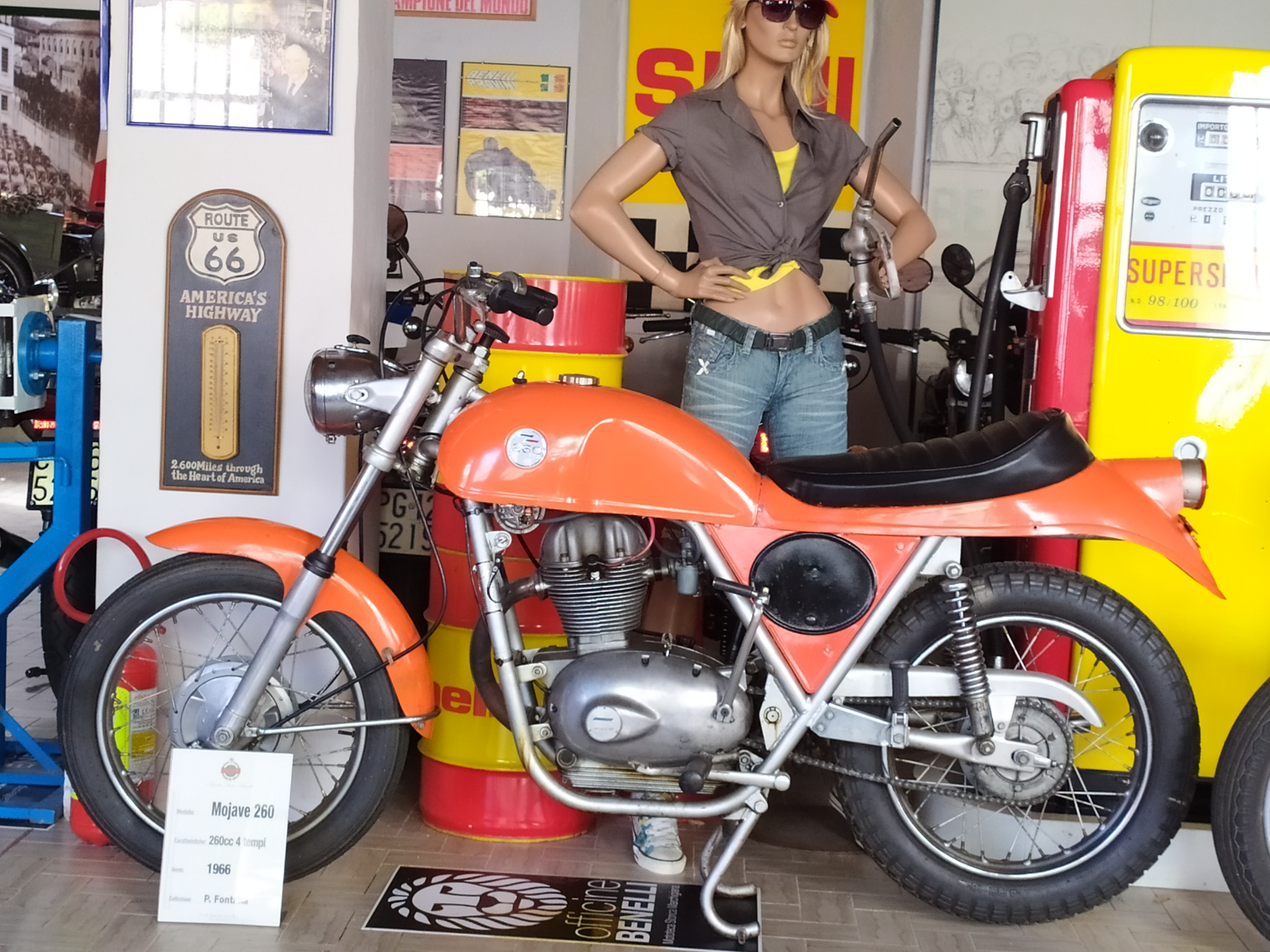
Benelli Mojave

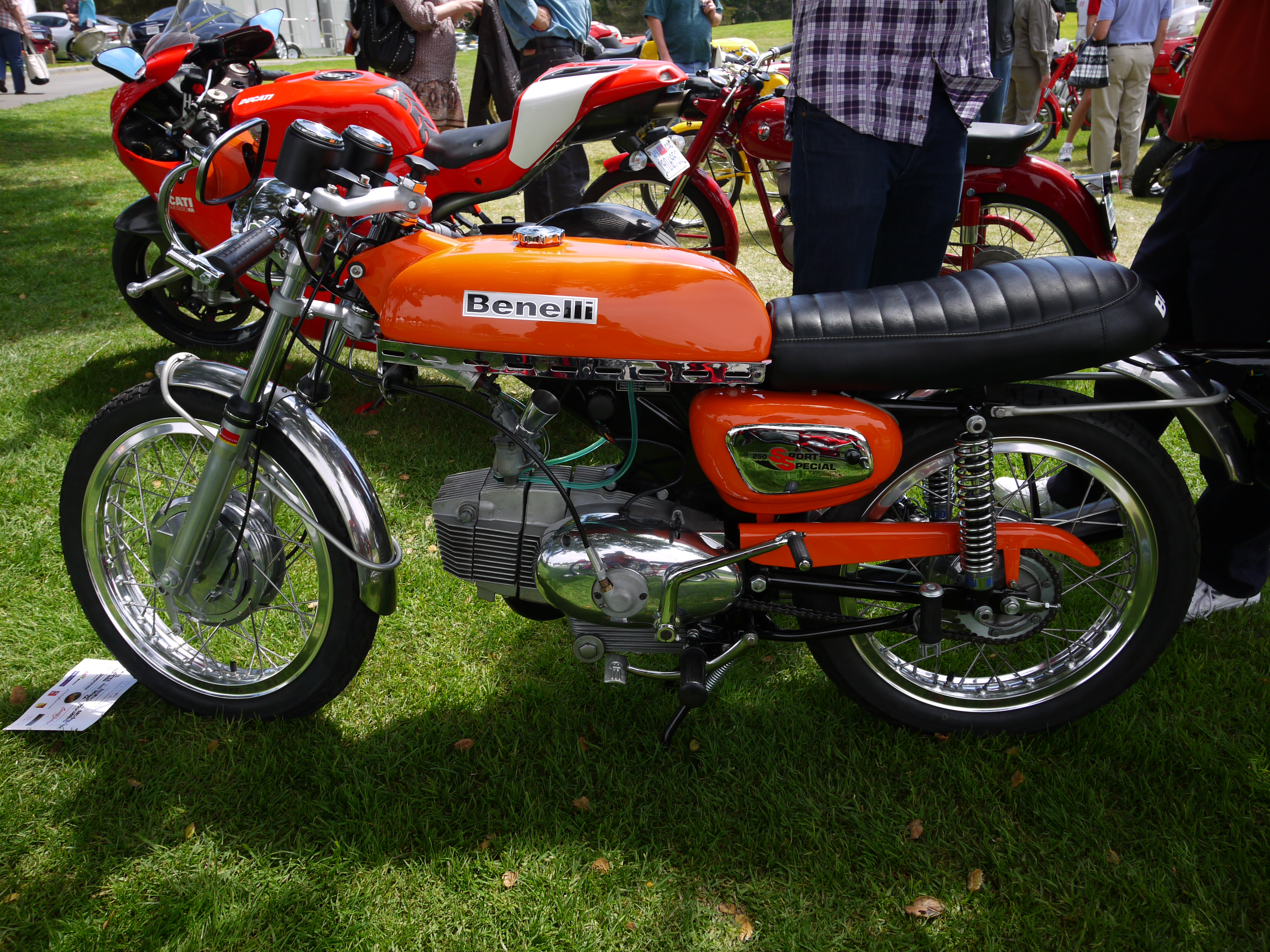
Benelli 250 deporte especial MKIII 1971

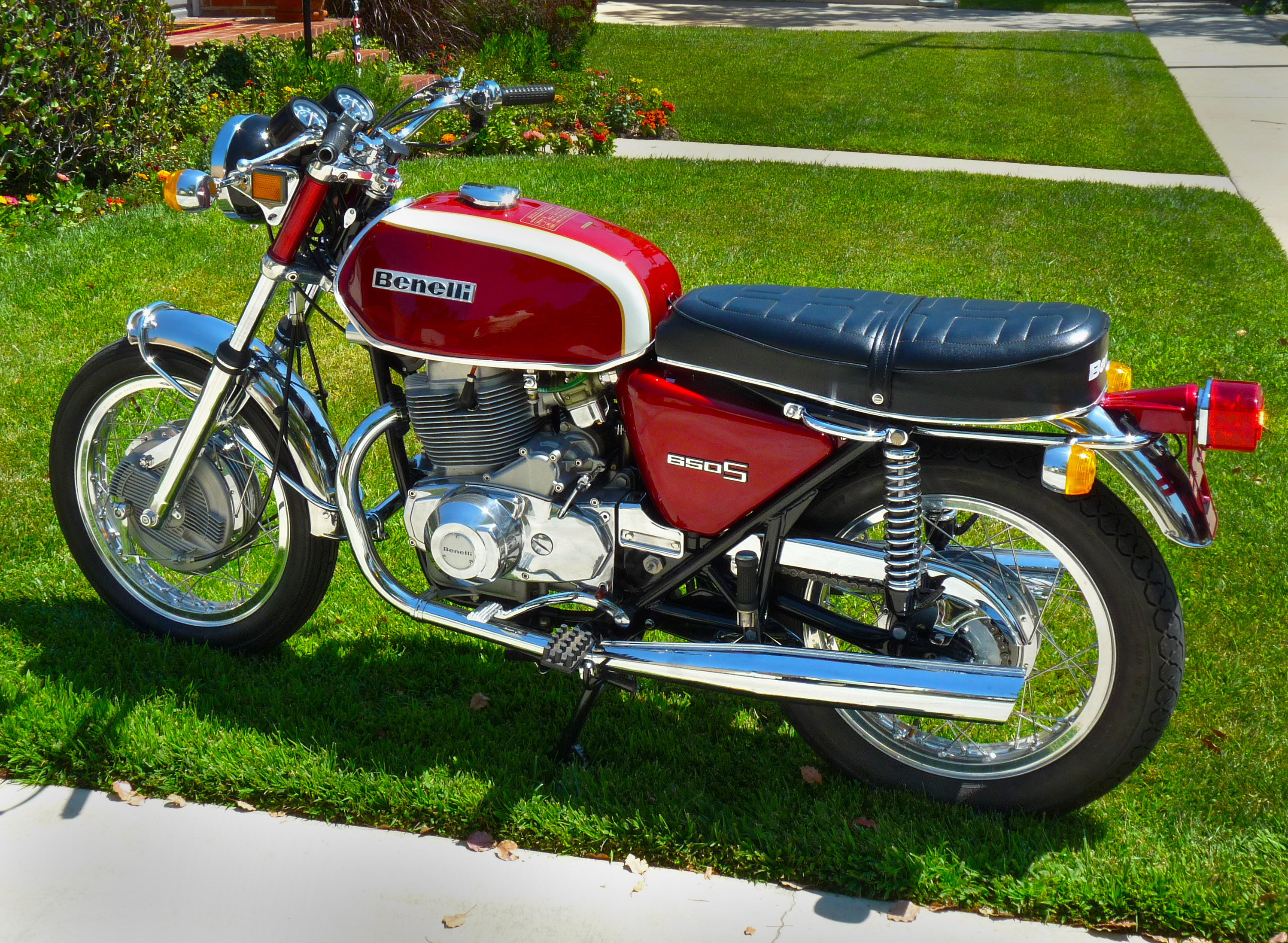
Benelli Tornado 650 S 1972

Al final del conflicto, gran parte de la fábrica quedó destruida, los equipos estaban dispersados o dañados y se necesitaron tres o cuatro años para reiniciar el negocio en una situación de precariedad y miseria. Para reponer los escasos recursos económicos, Benelli adquirió mil motocicletas abandonadas por los aliados en los campos de batalla para acondicionarlas para uso civil.
Giuseppe Benelli, después de disputas irreconciliables con sus hermanos sobre estrategias productivas, se separó de la empresa para fundar primero la BBC Automobili en 1946 y después MotoBi en 1952. La dirección de la fábrica Benelli pasará al segundo hermano Giovanni quien, aunque no tenía el talento de diseño de su hermano mayor, tenía grandes dotes organizativas habiendo gestionado siempre el aparato productivo de la empresa. Bajo su dirección, Giovanni proporciona a los diseñadores las pautas del modelo del renacimiento: la nueva motocicleta debe ser liviana, fiable y barata. Así nació el modelo Letizia, dotado de un motor de dos tiempos (más económico que el de 4 tiempos) de 98 cc con cuatro cojinetes, montado sobre un bastidor esencial pero elástico en ambos ejes. «Letizia» será la motocicleta precursora del modelo más famoso de la posguerra Benelli: el «Leoncino» (pequeño león). Se produjo de 1950 a 1960 en unas 45.000 unidades, la motorización más común fue la de 125 cc de 2 tiempos, pero también de 150 cc para la versión de «motocarro» y de 125 cc de 4 tiempos con distribución en «cascada de engranajes», solución abandonada inmediatamente por problemas de fiabilidad.
A principios de la década de 1960, debido a la profunda crisis de la motocicleta en beneficio del automóvil, la alta dirección de Benelli y Motobi (ambas fundadas por Giuseppe Benelli) llegaron a un acuerdo para fusionarse en una sola realidad, manteniendo activas ambas marcas. En 1962 , la producción total alcanzó las 300 unidades por día. A finales de los años sesenta, con la creciente difusión de los fabricantes japoneses, comienza el rápido declive de la industria italiana de motocicletas, en la que Benelli / MotoBi no es una excepción. Declive que los primos Marco Benelli (hijo de Giuseppe) y Paolo Benelli (hijo de Tonino), intenten frenar con inversiones en el campo deportivo y con el diseño de nuevos motores de dos cilindros y dos tiempos, para los que el especialista alemán Peter Dürr, es contratado.
Desde la década de 1960, en el momento de mayor crisis del mercado en Italia, Benelli ha estado salvando sus balances con las exportaciones a los EE. UU. En los años sesenta eligió dos rutas diferentes para vender en el extranjero: a través del importador Cosmopolitan y con Montgomery Ward, y presentó los siguientes modelos:
- Tornado 650: el maxi de dos cilindros se comercializó primero en EE. UU. Y luego en Europa. Los chasis son completamente diferentes, pero la peculiaridad es el chasis tipo Metisse, según los deseos de Steve McQueen. El actor era la imagen del importador Cosmopolitan y Montgomery Ward. La «Tornado» se ganó una reputación de fiabilidad y alto rendimiento, a pesar de su peso algo considerable de 220 kg. Benelli afirmó en el momento del lanzamiento que la Tornado ofrecía 57 hp a 7400 rpm para una velocidad máxima de 188 km/h.[9] La Tornado (más tarde la Tornado S) estuvo en producción hasta después de 1974, cuando Benelli introdujo una serie de «multis» destinadas a competir con tricilindricas y cuatri cilíndricas japonesas.[10]
- Mojave 260/360: utilizó el chasis y las superestructuras de la Tornado mientras que el motor de 4 tiempos supera la cilindrada del clásico motor 175 cc monocilíndrico Benelli. La moto, también propuesta en versión Scrambler, se podía comprar en la tienda o enviarse a casa desmontada con un ahorro de unos pocos dólares. La operación comercial de ensamblar la marca Riverside y no Benelli comenzó bien pero terminó mal por la inexistencia de la red de asistencia y por el precio. Se hicieron unas 1000 unidades.[11]
- Buzzer / Hurricane / Dynamo / Hornet: scooter de ruedas pequeñas con motor de 65 cc (en lugar del 50 cc vendido en Italia). Comparándolos con los modelos vendidos en Italia, cambian los nombres y algunos detalles.
- Volcano : «scooter de ruedas pequeñas» derivado del Mini Cross pero con una cilindrada de 180 cc.

#### Palmarés deportivo después de la guerra

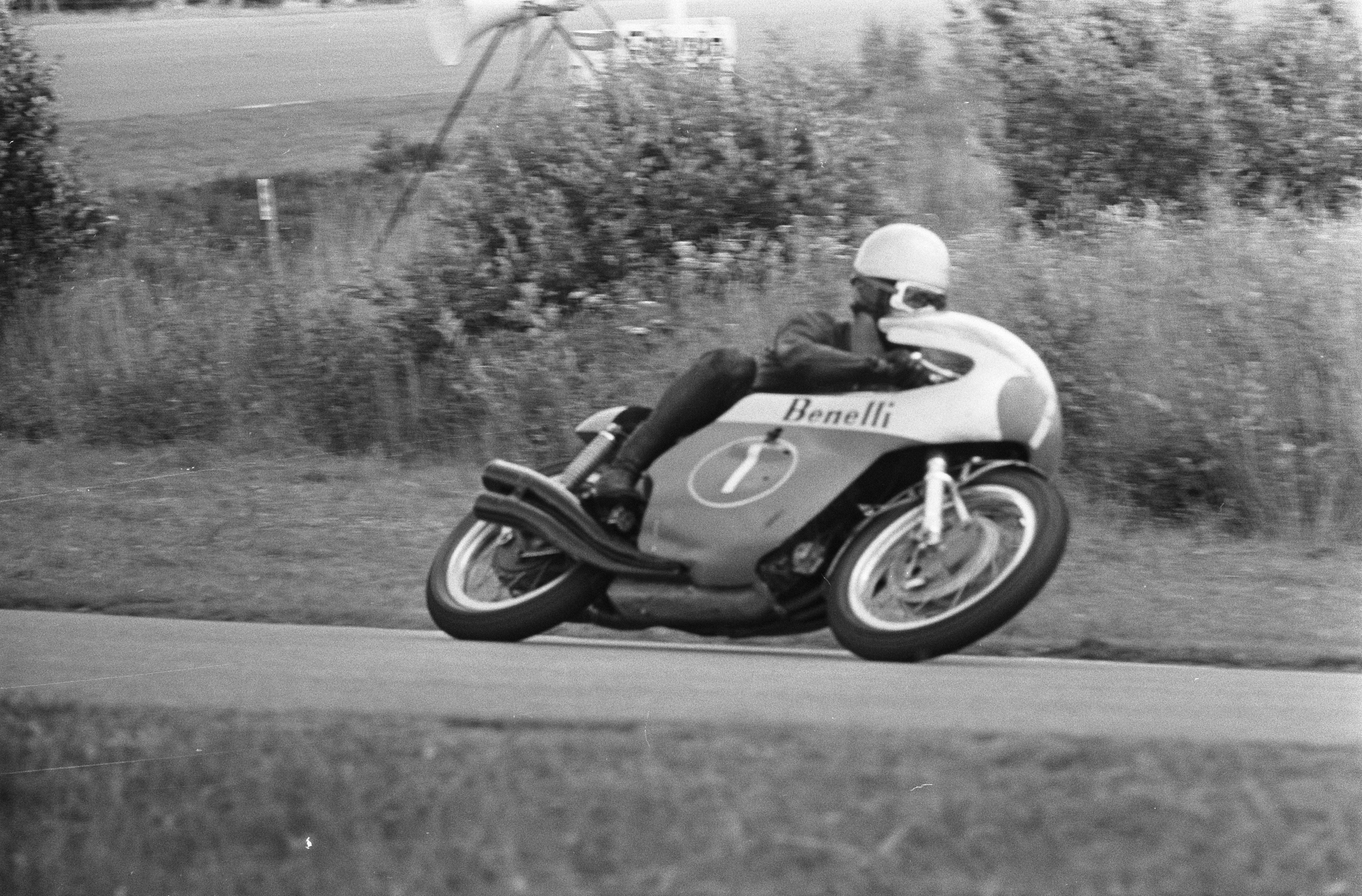
Renzo Pasolini en una Benelli 250 Grand Prix

En cuanto al sector deportivo, después de la guerra la marca obtuvo dos títulos mundiales en la clase 250 con Dario Ambrosini de Cesena en el campeonato mundial de 1950 y con el australiano Kel Carruthers en el mundial de 1969; también ganó cinco campeonatos italianos de velocidad en la clase 250 con Dario Ambrosini (1950), con el Emilian Tarquinio Provini (1965, 1966), con Renzo Pasolini de Rimini ( 1968, 1969 ); y tres campeonatos italianos de velocidad en la clase 350 con el Pesaro Silvio Grassetti (1967) y nuevamente con Pasolini (1968, 1969). Numerosas participaciones y clasificaciones en los clásicos de larga distancia de la época, el Milán-Taranto y el Motogiro d'Italia, con la Leoncino 125, sin duda la motocicleta de la serie Benelli más icónica de los años 50/60.
El Trofeo Pesaro Mobili, celebrado en la zona de Villa Fastiggi de Pesaro, contó con la participación de los grandes nombres del motociclismo mundial de la época como Giacomo Agostini, Mike Hailwood, Jarno Saarinen y Renzo Pasolini. En 1971 «Mike the Bike» montando una vieja Benelli «350» terminó segundo detrás de «Ago» conduciendo la MV Agusta de tres cilindros.
En la edición de 1972, Jarno Saarinen en la nueva Benelli de 4 cilindros «500» y «350» ganó en ambas clases, superando a Giacomo Agostini con MV Agusta y Renzo Pasolini con Aermacchi respectivamente. La era de De Tomaso comienza de esta manera prometedora, pero esta será la primera y última competición de su gestión. De hecho, De Tomaso, tras la muerte en Zandvoort del piloto inglés Piers Courage conduciendo el monoplaza De Tomaso 505, no quiso saber más de carreras. Benelli no volverá a competir hasta la década de 2000 con Andrea Merloni en WSBK.

### La gestión de Alejandro de Tomaso (1972-1989)
Hacia finales de la década de 1960, la llegada de los fabricantes japoneses provocó una crisis en la industria europea de la motocicleta. La empresa Benelli original estaba muy involucrada en el mercado estadounidense de motocicletas, vendiendo motocicletas de menos de 350 cc a través de Montgomery Ward. El advenimiento de la competencia de Japón llevó a que los productos Benelli (todavía con diseño de varilla de empuje de un solo cilindro) perdieran popularidad, ya que se percibían como anticuados en comparación con las Honda de la época que utilizaban motores de árbol de levas y arrancadores eléctricos, de la misma manera que los fabricantes de motocicletas británicos como Norton, BSA y Triumph se vieron afectados en el sector de mayor cilindrada.
Benelli, en evidente dificultad económica, fue comprada por el industrial ítalo-argentino Alejandro de Tomaso, quien sin duda fue una de las figuras más discutidas y poderosas de Italia en los años 60, 70 y 80. En 1959 fundó De Tomaso automobili en Módena y fabricó su propia serie de coches de carretera y de carreras. Luego adquirió varias empresas italianas como Maserati, Innocenti, Ghia y Vignale y luego, en 1971, Benelli y su competidor Moto Guzzi en 1973. Por lo tanto, De Tomaso tenía muchos intereses diversificados, adquirió empresas en dificultad y luego las reestructuró y trató de venderlas, embolsándose las ganancias de capital. Evidentemente, su enfoque no tenía una continuidad industrial de futuro, de modo que en sus adquisiciones había más «sombras» que «luces». Benelli no es una excepción, pues viviría el período más convulso de su centenaria historia.
Con la llegada de De Tomaso, Marco Benelli (hijo de Giuseppe) permaneció en la empresa como gerente, mientras que su primo Paolo (hijo de Tonino) se fue para dedicarse a Benelli Armi fundada por su tío Giovanni. En 1976 Paolo, junto con Morbidelli, creará una empresa con sede en Sant'Angelo en Vado (PU) para la producción de motos GP llamada MBA (Morbidelli Benelli Armi).
El gerente ítalo-argentino, para poder competir con los fabricantes japoneses, inmediatamente pide a sus diseñadores que copien un motor Honda CB500 cuatro para ahorrar tiempo y dinero. Así nació la 500 Quattro (1974) que será la base de la 750 Sei con su motor de seis cilindros en línea, el primero del mundo en una moto de carretera. Los expertos del sector juzgaron a la 750 Sei como una motocicleta fácil de manejar, con buena elasticidad del motor, excepcional agarre a la carretera y excelentes frenos. El único inconveniente era el encendido que tenía que llevar la energía en el momento adecuado a las bujías. En 1974 se convirtió en «Moto dell'anno» y en 1975 se realizaron las primeras entregas. Tenía una velocidad máxima de 200 km/h, 75 CV a 9500 rpm y se produjeron 3200 unidades hasta 1977. Esta política industrial, combinada con poca inversión en producción e investigación, con una calidad de materiales que no está a la altura de la competencia, con una falta de red de distribución y posventa, pronto resultará perjudicial. Entonces, el golpe final, será provocado por la fusión con la acérrima y rival histórico (en competición) Moto Guzzi en la Guzzi-Benelli Moto (GBMSpa) que transformará a Benelli en una caja vacía.
Las motocicletas Benelli de las décadas de 1970 y 1980, en particular la 750 Sei, están cotizadas por encima de sus contemporáneas en el mercado de segunda mano.
A fines de la década de los ochenta, la actividad productiva se redujo al mínimo y en 1989 sólo trabajaban unos ochenta trabajadores, mientras que otros 153 se encontraban en despido.
En este período, Benelli se trasladará al área industrial de Chiusa di Ginestreto cerca de Pesaro, mientras que la planta histórica en Viale Mameli será demolida casi por completo para dar paso a un centro de negocios.

### La gestión Giancarlo Selci (1989-1994)
De Tomaso decide en ese momento vender la empresa y la supervivencia de Benelli estará garantizada por Giancarlo Selci, de Pesaro, nacido en 1936, ex Benelli Turner, fundador de Biesse, uno de los mayores grupos industriales del mundo para la producción de máquinas para trabajar la madera, el vidrio y la piedra, que tomó posesión de la Casa del Leoncino el 23 de octubre de 1989.
Selci compra Benelli tratando de reactivar el sector de los ciclomotores. Mantiene en producción el económico «S50» y el «City Bike» (actualizado con nuevos colores y llamado City Bike 90), lanza nuevos scooters como el «Cosi», el «Scooty» y dos motos deportivas de 50 cc con marchas: la primavera y el diablo. También se organiza un trofeo monomarca para este último, pero las ventas no despegan y Selci decide tirar la toalla dedicándose en exclusiva a su principal negocio: el Grupo Biesse.

### La gestión Andrea Merloni (1995-2004)

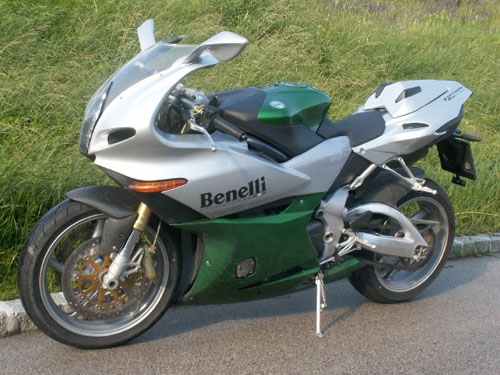
2003 Benelli Tornado Tre 900

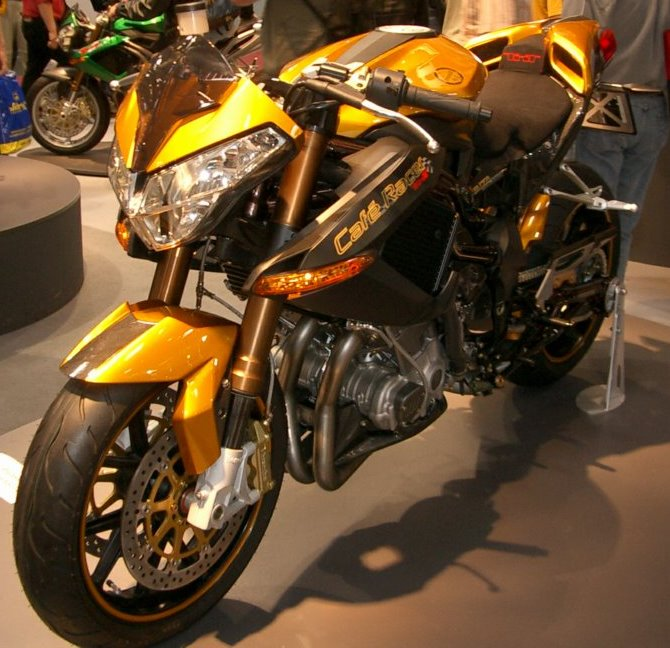
Benelli Tnt Cafè Racer 1130 cc 2004

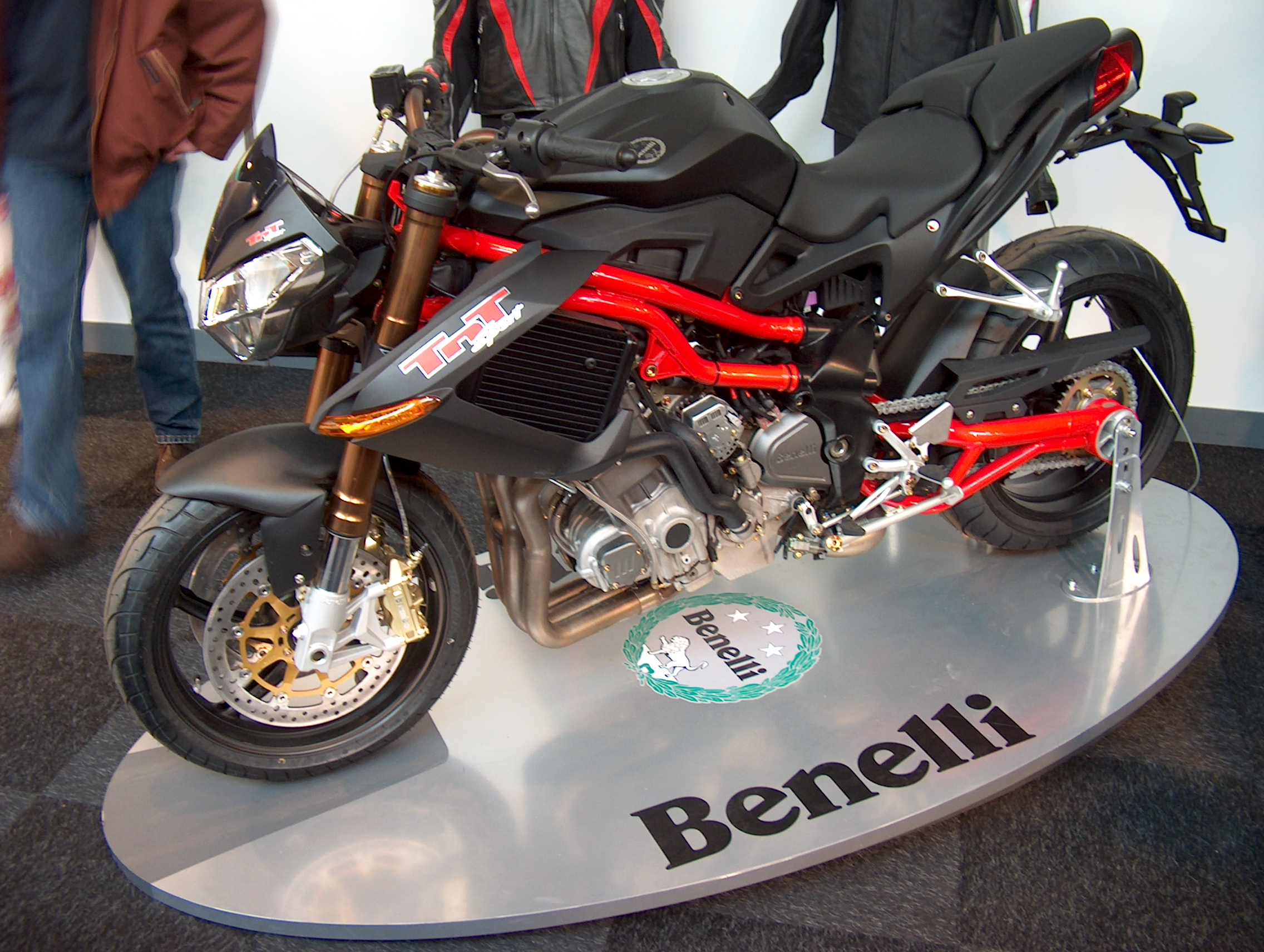
Benelli Tnt 1130 cc deporte

Desde el momento en que Benelli fue vendida por los últimos herederos de su dinastía, la casa fue, año tras año, cada vez más en declive, el momento desfavorable del mercado de motocicletas, y la falta de convicción de los propietarios posteriores, llevó a Benelli a un punto muerto. Los nuevos modelos puestos en el mercado no tuvieron la acogida esperada y los existentes ahora estaban desactualizados.
En diciembre de 1995 se produjo el punto de inflexión decisivo: el joven Andrea Merloni, de solo 28 años, descendiente de la conocida dinastía de los electrodomésticos Marche y apasionado motociclista, decidió apoderarse de Benelli y relanzarlo en el mercado mundial, primero inaugurando una nueva fábrica en Strada della Fornace. Vecchia, donde la propia Benelli todavía tiene su sede hoy, luego ingresó en los sectores más difíciles, haciendo uso de planificadores y diseñadores jóvenes y dinámicos, lanzando una serie de scooters y superbikes para dar oxígeno inmediato a los distribuidores y organiza la red de ventas y servicio. Transforma la empresa de srl a spa con un aumento de capital de 180 millones a 20 mil millones de liras. El 55% del capital social pertenecía a la familia Merloni, el resto estaba en manos de Giancarlo Selci, Augusto Baronciani, los hermanos Montagna, la familia Colombo de Bérgamo y el resto por una empresa financiera regional.

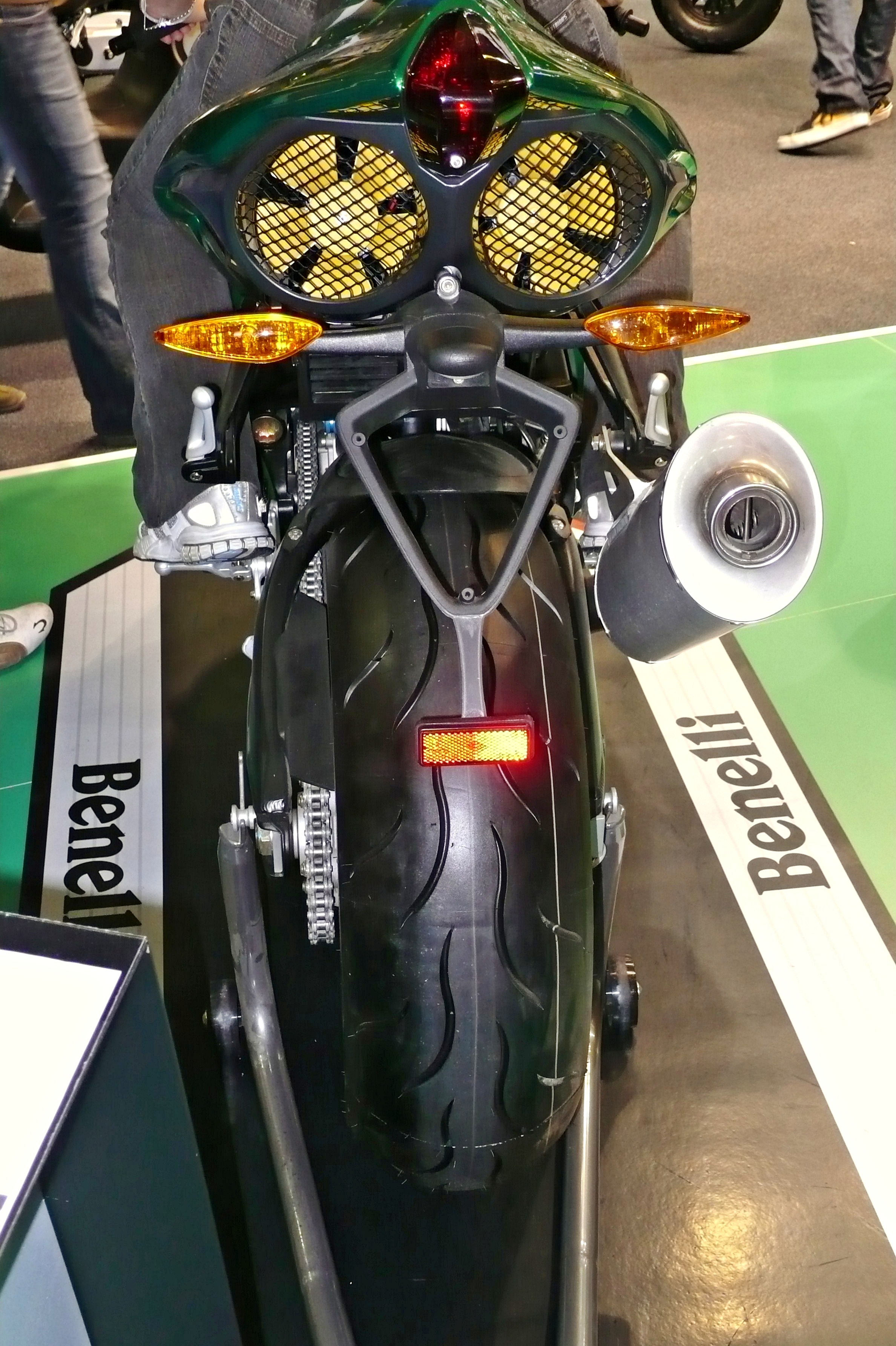
Detalle del radiador bajo el colín de la Tornado

Así, en poco más de un año después de la compra, se lanzaron al mercado las primeras novedades, como los modelos Adiva (en las cilindrada 125 y 150) equipados con capota rígida abatible en el maletero (primer scooter del mundo en estar equipado con este mecanismo, luego copiado por la competencia), el Velvet (en las cilindradas 125, 150, 250, 400) que permaneció en catálogo hasta 2012, el 491, muy popular entre los catorce años de la época, que montó un raro motor Morini horizontal de 50 cc de 2 tiempos con refrigeración líquida y que lo convertía en uno de los de mayor rendimiento del lote, el K2 (50 y 100 cc) y el Pepe (de 50 cc que luego se convirtió en el scooter Benelli más vendido en los últimos años); este último, propulsado por un motor Minarelli, tuvo un buen resultado comercial.
En 1999 se contrató al técnico Riccardo Rosa (antes en Cagiva) y se presenta la nueva Tornado Tre, una moto deportiva (de 900 cc, luego aumentada a 1130 cc), con interesantes innovaciones tecnológicas. De hecho, era una moto puramente deportiva, equipada con un motor de 3 cilindros en línea que tenía una disposición sin precedentes del radiador de refrigeración colocado debajo de la colín trasera y equipado con dos ventiladores de extracción de aire forzado de efecto espectacular y un bastidor «mixto» sin precedentes. formado por aluminio inyectado y tubos de acero unidos entre sí con una tecnología de origen aeronáutico.
«Las carreras mejoran la raza» y Merloni, un expiloto, lo sabía bien, así que el siguiente paso fue preparar la nueva Tornado para las carreras. De acuerdo con su estilo, Merloni comenzó inmediatamente a correr en 2001 y 2002 en el Campeonato del Mundo de Superbikes con el piloto australiano Peter Goddard, quien con su dilatada experiencia supo dar indicaciones para mejorar la moto y consecuentemente también la serie. Dado que el equipo estaba empezando y la competencia era feroz, los resultados fueron superiores a lo esperado con un puesto 36 en la clasificación final en 2001 (con 7 puntos) y un puesto 22 en 2002 (con 23 puntos). Se construyó una versión limitada de la Tornado de 150 unidades (llamada Tornado LE, donde LE significa Edición Limitada).
En 2004 Benelli irrumpe con un nuevo modelo «naked» de diseño futurista que permanecerá en la gama hasta 2017: la TNT, un roadster con el mismo motor de 3 cilindros llevado a una cilindrada de 1130 cc, disposición lateral dividida del radiador de refrigeración y un chasis que utiliza las mismas tecnologías aeronáuticas que la Tornado. Fue premiada por una revista alemana como la mejor motocicleta del año.
Los resultados de la nueva Benelli son alentadores, pero las fuertes inversiones para la Tornado no se compensan con ventas e incluso Andrea Merloni decide abandonar.

### Grupo Qianjiang (2005-presente)
Después del cierre de Merloni, un multimillonario ruso de 25 años, Nikolai Smolenski, ex propietario de la marca británica de autos deportivos TVR, se adelantó para comprar Benelli. Según algunos indicios, el nuevo propietario debería haber contratado a una treintena de los 50 empleados que se encontraban en despidos extraordinarios para la fabricación de motocicletas para el mercado ruso. El acuerdo también estipulaba que la empresa tendría que permanecer en Pesaro. Tiempo después llegaron a Benelli algunos representantes de una fábrica china interesados en comprar unos moldes de los modelos Benelli de 50cc. Al final, nada de esto pasó y la marca fue adquirida por el gigante chino Qianjiang Motor Group, una empresa china controlada por Geely Holding Group desde 2015.
El Grupo Qianjiang es un fabricante chino de motocicletas pequeñas y motores, que ya posee las marcas Keeway y Generic. Qianjiang decidió mantener la producción y la ingeniería en Pesaro, confiando la empresa al administrador único Yan Haimei. La producción de motocicletas comenzó casi de inmediato con el ensamblaje de motores de 3 cilindros (anteriormente realizado por Franco Morini Motori) traídos de regreso a la marca. La gama de scooters también se reestructuró con motores de origen chino.
El 19 de julio de 2016, el Juzgado de Pesaro, a raíz de la solicitud presentada por un proveedor con un crédito de 120.000 euros, comprueba el estado de insolvencia y declara la quiebra de la empresa que ya había cerrado los estados financieros en 2014 y 2015 con pérdidas. Sin embargo, esta decisión será revocada el 22 de noviembre de 2016 por el Tribunal de Apelación de Ancona.
En 2016 Benelli presenta el nuevo CentroStile Benelli, ocupado por diseñadores que lo han convertido en su sede en Italia, en Pesaro y creado para desarrollar los productos de la casa, incluido el nuevo Leoncino.
También en 2016, Geely Automobile, también propietario de varias marcas de automóviles, incluida Volvo, adquirió acciones de Benelli QJ.
Durante 12 años Benelli QJ llevó a cabo los proyectos y la producción de la gestión anterior. 2016 fue un año decisivo, que coincidió con la adquisición de Qianjiang Group por Geely Holding Group. El Leoncino 500 y el TRK 502 todavía se fabrican en Pesaro. Ambas motocicletas tienen el mismo motor bicilíndrico de 500 cc, 4 válvulas y doble árbol de levas. La Leoncino es una moto «desnuda» con referencia histórica a modelos anteriores. La TRK 502 es una «enduro», con buenas ventas en general. En 2020 fue, el modelo más vendido en Italia. Benelli ofrece actualmente una gama muy amplia de modelos desde 125 monocilíndrico hasta 300, 500, 750 bicilindricos y 600 de cuatro cilindros.
Benelli, una de las marcas de motocicletas más antiguas celebró en 2021 el 110 aniversario de su fundación. Con una historia accidentada, tras la compra por el grupo Qianjiang, la reconstrucción de la empresa ha sido lenta. Implementado una clara estrategia de internalización. Manteniendo la herencia italiana y su sede en Pesaro, con el volumen de producción en China. Ofreciendo una amplia gama de modelos. La fórmula ha funcionado incrementando sus ventas un 345% entre 2016 y 2020 y un 58% adicional el primer semestre de 2021.

## El Museo Benelli y MotoBi
El museo Benelli y MotoBi se encuentra en Pesaro, en Viale Mameli 22, justo en las antiguas naves de la fábrica, en uso hasta finales de los 80.
De la planta original se «salvó» sólo un edificio de poco más de mil metros cuadrados, único ejemplo de arqueología industrial de la ciudad, que se convirtió en la sede del Museo «Officine Benelli», gestionado por el Moto Club «Tonino Benelli» y el Registro histórico de Benelli (RSB). 
El edificio «sobreviviente» de la antigua fábrica de Benelli, en ese momento utilizado como almacén, fue perfectamente restaurado con la supervisión de la Superintendencia de Bellas Artes en la década del 2000. En sus salas hay alrededor de 200 Benelli, MotoBi y más motocicletas en exhibición permanente y desde la primavera de 2021 se puede admirar la colección ASI-Morbidelli.
La visita parte de la sala dedicada a Paolo Prosperi (cofundador y presidente histórico del Registro Histórico Benelli fallecido en 2020) en la que se pueden admirar unas motos significativas de los más de 100 años de historia de la casa Pesarese, fotografías de pilotos, técnicos y personajes que dieron victorias a Benelli y MotoBi, trofeos de todas las épocas y motores Benelli, MotoBi y Molaroni.
Continúa en la gran sala dedicada a Giuseppe Benelli en el que, además de la primera motocicleta que pasó por Pesaro en 1897, un triciclo De Dion Bouton y motocicletas con motor de todo tipo, dos ejemplares muy raros de Molaroni de los años veinte, están las motos Benelli construidas antes de la Segunda Guerra Mundial y una amplia gama de MotoBi desde 1950 hasta 1970.
En el tercer pabellón dos ejemplares de Letizia, todos los tipos del modelo Leoncino, los dos cilindros dos tiempos, los cuatro cilindros y seis cilindros cuatro tiempos de la época De Tomaso, algunos modelos para el mercado estadounidense y una gran serie de ciclomotores de rueda grandes y pequeñas.
Luego, la exposición continúa en un entresuelo de unos 250 metros cuadrados. con andamio y techo de madera, donde se presenta la Colección ASI-Morbidelli consta de 71 modelos de 30 marcas de 9 países diferentes, todos modelos anteriores a la SGM y dos modelos de coche BBC (Versión «Giardiniera» y Autotelaio con motor) producidos por Giuseppe Benelli, finalmente, en una «línea de boxes» ideal, algunos ejemplos raros de motos de carreras construidas en la provincia de Pesaro y Urbino entre los años sesenta y ochenta: MotoBi, MBA, Morbidelli, Piovaticci y Sanvenero.

## Palmarés
Tonino Benelli, el más joven de los seis hermanos, se graduó como Campeón de Italia en 1927, 1928, 1930 y 1931, conduciendo en los tres primeros casos la Benelli 175 superdeportivo monoalbero y en 1931 la bialbero. Con esta última moto conquistará también en 1932 la plaza de honor del Campeonato de Europa, por detrás de su compañero Carlo Baschieri. Las motos Benelli sin Tonino, que debieron interrumpir su brillante carrera como piloto en 1932 debido a un grave accidente ocurrido en el circuito de Tigullio, siguieron cosechando triunfos y llegaron a ganar nuevamente el Título Europeo FICM en 1934 de la clase «175» con el centauro belga Yvan Goor. En 1935 el récord mundial de velocidad en las categoría de la Milla y el km lanzados con el piloto milanés Raffaele Alberti montando la «250» bialbero sport con 182,50 km/h. En 1939 el Tourist Trophy con el inglés Ted Mellors siempre con una bialbero sport «250».
Después de la guerra Benelli ganó dos títulos mundiales en la clase 250 con el italiano Dario Ambrosini en el Campeonato del Mundo de 1950 y con el australiano Kelvin Carruthers en el Campeonato del Mundo de 1969; también se ha consolidado obteniendo cinco campeonatos italianos de velocidad en la clase 250 con Dario Ambrosini (1950), con Tarquinio Provini (1965, 1966), con Renzo Pasolini (1968, 1969); en tres campeonatos italianos de velocidad en la clase 350 con el piloto de Pesaro Silvio Grassetti (1967) y nuevamente con Pasolini (1968, 1969). Numerosas fueron las afirmaciones y las participaciones en el clásico de gran fondo de la época, el Milán-Taranto y el Motogiro d'Italia, con la Leoncino 125, decididamente la moto más icónica de Benelli de los años 50/60.
El Trofeo Pesaro Mobili, celebrado en Villa Fastiggi en Pesaro, contó con la presencia de los grandes nombres del motociclismo mundial de la época como Giacomo Agostini, Mike Hailwood, Jarno Saarinen y Renzo Pasolini. En 1971 «Mike the Bike» montando una vieja Benelli «350» quedó en segundo lugar detrás de «Ago» conduciendo la MV Agusta de tres cilindros.
En la edición de 1972 Jarno Saarinen con las nuevas motos Benelli de 4 cilindros «500» y «350» gana en ambas clases superando respectivamente a Giacomo Agostini con MV Agusta y Renzo Pasolini con laAermacchi. La era de De Tomaso comienza de manera prometedora, pero esta será la primera y última carrera de su gestión. De hecho, el empresario ítalo-argentino, tras la muerte en Zandvoort del piloto inglés Piers Courage, conduciendo un De Tomaso F1, no quiso saber más de carreras. Benelli solo volverá a competir en la década de 2000 en WSBK con el «Tornado 900 tre», la criatura deseada por Andrea Merloni.

### Campeonato del Mundo de MotoGP

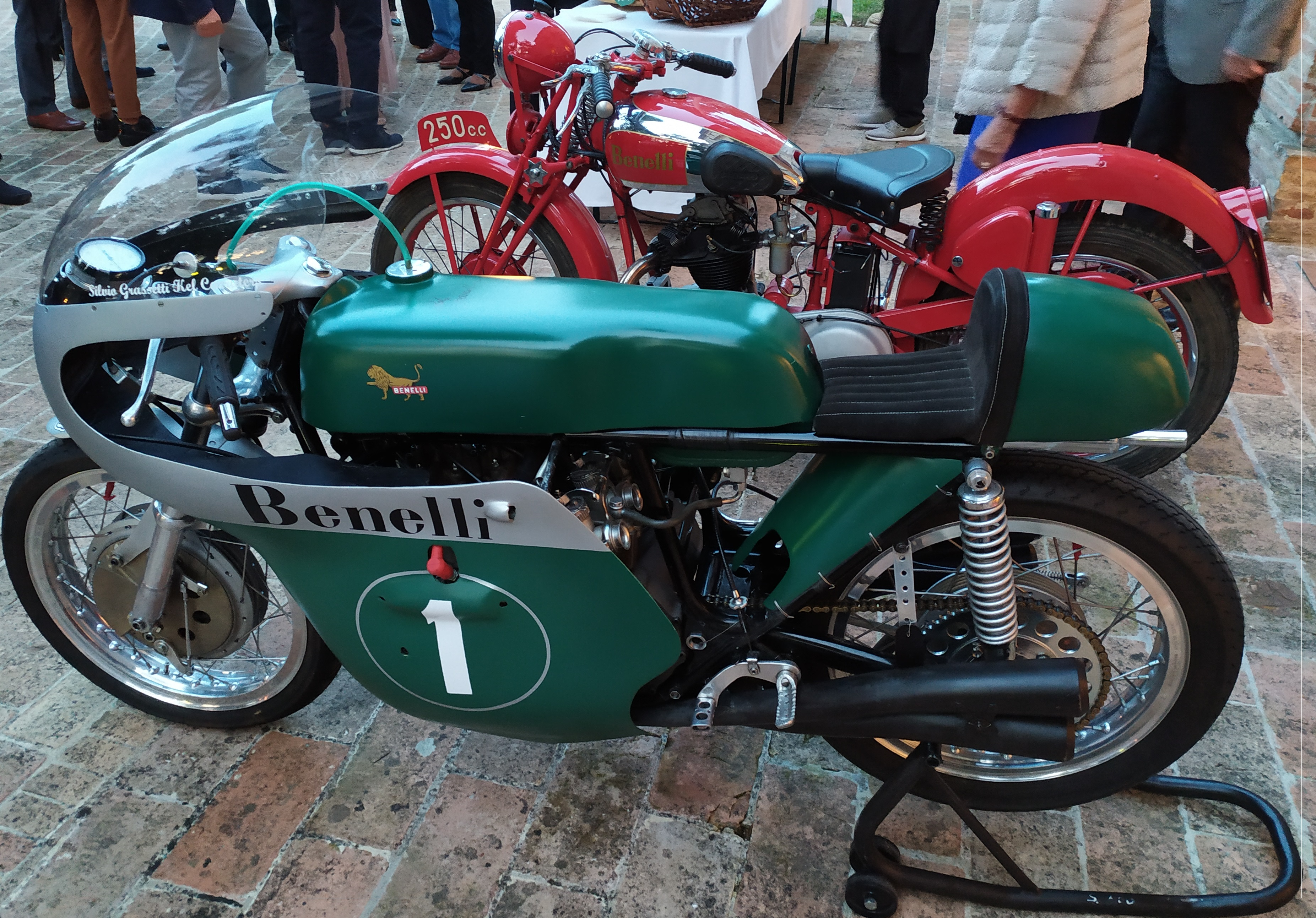
Kel Carruthers, Benelli 250 4 cilindros

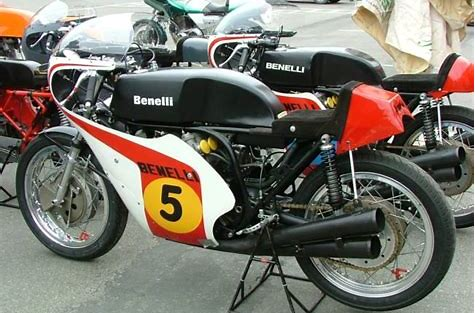
Jarno Saarinen, Benelli 500 4 cilindros Gran Premio, 100 CV (1970)

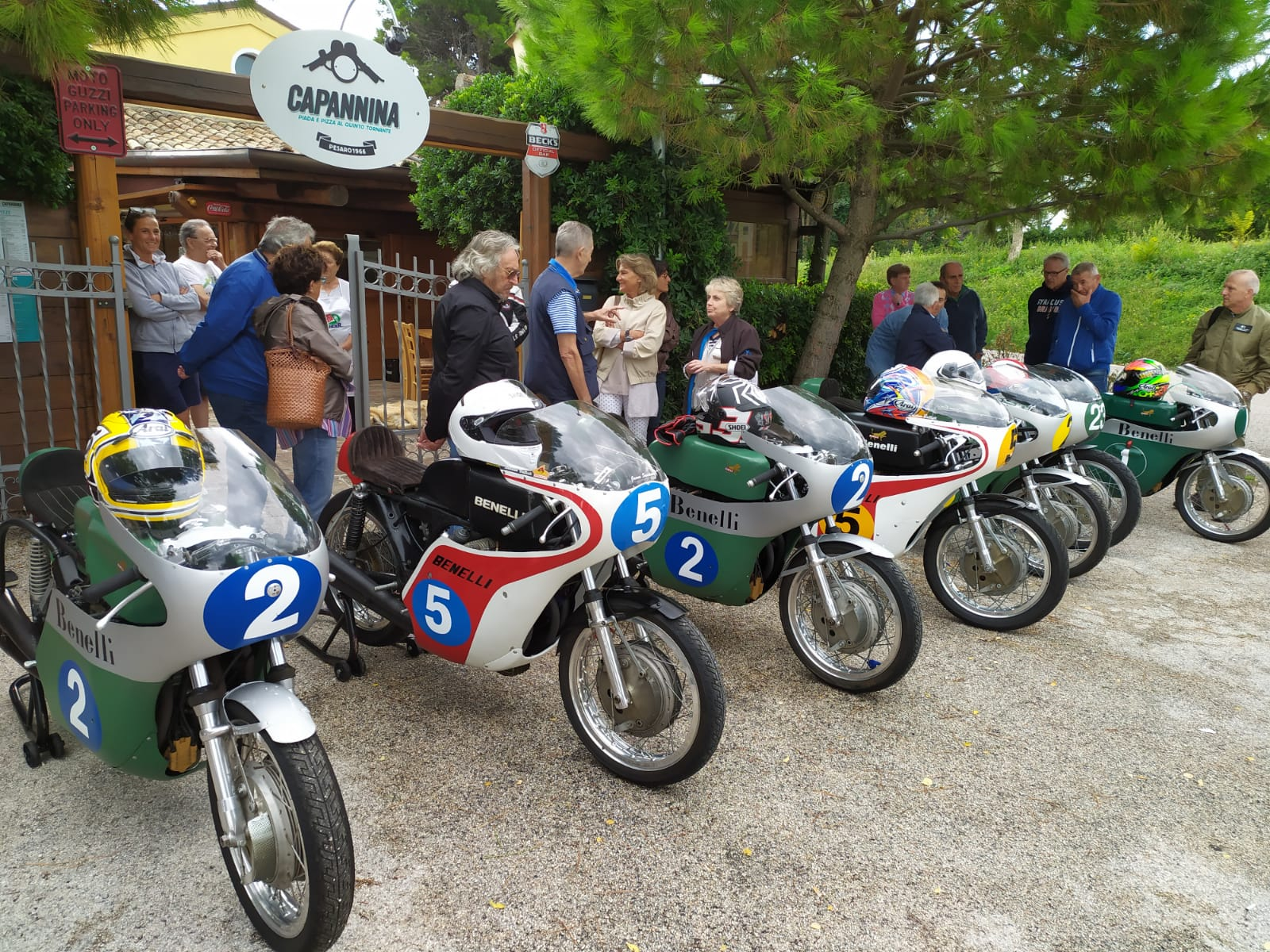
Benelli GP (250-350-500), Pesaro (2019)

- Clase 250 cc:

| Año  | Campeón         | Motocicleta                       | Constructores |
| ---- | --------------- | --------------------------------- | ------------- |
| 1950 | Dario Ambrosini | Benelli 250 monocilíndrico (DOHC) | Sí            |
|      |                 |                                   |               |
| 1969 | Kel Carruthers  | Benelli 250 4 cilindros (DOHC)    | Sí            |

### Superbike
A principios de la década de 2000, Benelli volvió a participar en competiciones deportivas profesionales, llevando la Benelli Tornado 900 a la pista en el Campeonato del Mundo de Superbikes en las temporadas 2001 y 2002 con el australiano Peter Goddard. Obteniendo su mejor resultado en la segunda carrera de Assen de 2002 (undécima posición).

### Campeonato de Europa175cc
| Año  | Campeón         | Motocicleta                       |  |
| ---- | --------------- | --------------------------------- |  |
| 1932 | Carlo Baschieri | Benelli 175 monocilíndrico (DOHC) |  |
|      |                 |                                   |  |
| 1934 | Yvan Goor       | Benelli 175 monocilíndrico (DOHC) |  |

### Tourist Trophy Isla de Man
| Año                 | Campeón         | Clase        | Motocicleta                       |
| ------------------- | --------------- | ------------ | --------------------------------- |
| 1939 Isla de Man TT | Ted Mellors     | Clase 250 cc | Benelli 250 monocilíndrico (DOHC) |
|                     |                 |              |                                   |
| 1950 Isla de Man TT | Dario Ambrosini | Clase 250 cc | Benelli 250 monocilíndrico (DOHC) |
|                     |                 |              |                                   |
| 1969 Isla de Man TT | Kel Carruthers  | Clase 250 cc | Benelli 250 4 cilindros (DOHC)    |

### Motogiro d'Italia
| Año     | Categoría                                                              | Vencedor                                              | Media horaria | Clase         | Motocicleta             |
| ------- | ---------------------------------------------------------------------- | ----------------------------------------------------- | ------------- | ------------- | ----------------------- |
| 1953    | Categoría única - 8 etapas con un total de 3414 km                     | Leopoldo Tartarini Ganador absoluto y en su categoría | 96,342 km/h   | Clase 125 cm³ | Benelli Leoncino 125 2T |
| 1954    | Categoría única - 6 etapas con un total de 3040 km                     | Leopoldo Tartarini Ganador en la categoría            | 93,450 km/h   | Clase 125 cm³ | Benelli Leoncino 125 2T |
| 1955    | Categoría única - 9 etapas con un total de 3438 km                     | Paolo Campanelli Ganador en la categoría              | 95,568 km/h   | Clase 125 cm³ | Benelli Leoncino 125 2T |
| 1955    | Categoría "Fórmula 2" y "Fórmula 3" - 9 etapas con un total de 2060 km | Ferrari Ganador en la categoría "Fórmula 3"           | 91,549 km/h   | Clase 125 cm³ | Benelli Leoncino 125 2T |
| Fuente: |                                                                        |                                                       |               |               |                         |